# 酸奶南瓜
酸奶南瓜（Kadu bouranee），是一種阿富汗和土耳其的南瓜料理，主要由烹煮過的南瓜與其他配料組成，配料通常包含脱乳清酸奶（Chaka）或酸奶油、乾薄荷。酸奶南瓜可與麵包、米飯共同食用。